# Espejo de sombras
Espejo de sombras es una telenovela mexicana que se transmitió por el Canal 4 de Telesistema Mexicano de Televisa en 1960, con 55 episodios de 30 minutos de duración. Producción de Ernesto Alonso. Protagonizada por Ofelia Guilmáin y la participación de Adriana Roel como la villana de la historia.

## Elenco
- Ofelia Guilmáin
- Andrea Palma
- Sergio Bustamante
- Adriana Roel
- Luis Lomelí
- Hortensia Santoveña
- Luis Bayardo
- Judy Ponte
- Aldo Monti
- Salvador Carrasco